# Franz Rudolph von Hohenems
Franz Johann Rudolph Graf von Hohenems, seltener auch von Hohenembs (* 10. Dezember 1686 in Vaduz; † 21. April 1756 in  Brünn), war ein kaiserlich-österreichischer Feldmarschall (1745) und General der Kavallerie des Reichsheeres.

## Leben

### Herkunft
Er entstammte einem vorarlbergischen Geschlecht der Herren von Ems. Graf Franz Rudolph war der Sohn des Grafen Jakob Hannibal (1653–1730) und der Freiin Anna Amalia von Schauenstein (1652–1734). Die Regierung seiner Grafschaft hatte Franz Rodolph bereits 1718 von seinem Vater übertragen bekommen; er stiftete im Juni 1722 die Pfarrkirche im Ort Bistrau und wurde Bauherr das naheliegenden Schloss Frischenberg.

### Frühe Militärkarriere
Im Alter von 21 Jahren trat er 1707 als Rittmeister beim Kürassier-Regiment des Grafen Falkenstein ins kaiserliche Heer ein. 1708 kam sein Regiment in der Schlacht bei Oudenaarde zum Einsatz und nahm an der Belagerung von Lille teil. Im folgenden Jahr kämpfte er vor Tournai und in der Schlacht von Malplaquet mit. Im Jänner 1710 wurde er Generaladjutant des Prinzen Eugen von Savoyen. Im Januar 1715 wurde der Graf zum Oberstleutnant des Kürassierregiments Falkenstein befördert. Als 1716 ein weiterer Krieg gegen die Türken ausbrach, fungierte Graf Franz Rudolf wieder im Generalstab des Prinzen Eugen.
Anlässlich der im September 1723 in Prag vollzogenen Krönung Karl VI. zum König von Böhmen wurde Graf Franz Rudolph zum k. k. Kämmerer bestimmt und erhielt am 1. Oktober 1723 seine Rangerhöhung zum Oberst.

### Im Thronfolgekrieg
Am 27. Oktober 1733 wurde er in Anerkennung seiner Verdienste in den italienischen Feldzügen zum Generalwachtmeister befördert, am 12. Dezember wurde diese Chargé mit der ranggleichen eines Generalmajors getauscht. Im Polnischen Thronfolgekrieg brachte Graf Franz Rudolf eine Kavalleriebrigade nach Italien und führte die Liechtenstein-Dragonern und den Czungenberg-Husaren nach Goito. Ende April 1734 befahl der kaiserliche Oberbefehlshaber Graf von Mercy der Kavallerie unter Hohenems den Übergang über den Po zu forcieren. Am 1. Juni kam es zu einem ernsten Gefecht bei Colorno. Am 9. Juni 1734 wurde Graf Franz Rudolf mit einigen weiteren Generälen zum Feldmarschallleutnant befördert und  erhielt am 4. Jänner 1735 die Inhaberschaft über das freigewordene Kürassier-Regiment "Jung-Savoyen". Im Feldzug des Jahres 1735 wieder nach Italien beordert, kämpfte seine Reiterei unter dem Oberbefehl des Feldmarschall Königsegg, am 14. März bezog der Graf sein Hauptquartier in San Benedetto. Am 23. Mai rückte ein Teil seines Korps nach Gonzaga und holte sich eine Schlappe. Nach dem Rückzug über Mantua musste die Festung Mirandola am 2. September 1735 an die Franzosen übergeben werden, Mitte September lagerten seine Truppen bei Schio, am Fuße des Gebirges. 
Am 17. April 1736 wurde er vom Kaiser in den Hofkriegsrat berufen und erhielt in Würdigung seiner bisherigen Verdienste am 12. März 1741 den Rang zum Feldzeugmeister zuerkannt.

### Schlesische Kriege
Als ranghöchster Kavallerieführer der kaiserlichen Armee in Böhmen befehligte er nach Ausbruch des Schlesischen Krieges unter Graf Neipperg zusammen mit Generalmajor Römer die Kavallerie in der Schlacht bei Mollwitz (10. April). Anfang 1742 wurde er zum Heer des Prinzen Karl Alexander von Lothringen beordert, wo er das Kommando über die Kavallerie am linken Flügel der Hauptarmee erhielt. Anfang Mai beteiligte sich seine aufgeteilte Kavallerie an der Belagerung von Prag und an der bei Chotusitz (17. Mai 1742), wo er die Reiterei des rechten Flügels kommandierte. In den zwei folgenden Jahren von 1743 bis zum Sommer 1744 focht er unter dem Oberbefehl des Herzogs von Lothringen, im Erbfolgekrieg gegen den Kurfürsten von Bayern. 
Im Zweiten Schlesischen Krieg  zog er 1745 in Böhmen ein selbständiges Armeekorps bei Jaroměř zusammen und focht gegen die Preußen im Gefecht bei Habelschwerdt (13. Februar), in der Schlacht bei Hohenfriedberg (4. Juni) und bei Soor (30. September). Am 9. Oktober 1745 zum kaiserlichen Feldmarschall ernannt, hatte er die Aufgabe, mit seinem Korps die böhmische Grenze zu sichern. Nach der Niederlage bei Katholisch-Hennersdorf (23. November) hielten seine Truppen Königgrätz und Pardubitz besetzt. Er vereinigte den Rest seiner Truppen bei Liebau (Libawa) mit der zurückgehenden Hauptarmee. Im Dezember 1745 beendete der Frieden von Dresden die Kampfhandlungen, es waren auch die letzten im aktiven Soldatenleben des Grafen. Am 7. August 1751 wurde Graf von Hohenems für die befehligten Reichstruppen zum General der Kavallerie ernannt, anschließend übernahm er in Brünn bis zu seinem Tod die Position eines kommandierenden Generals von Mähren.
Mit seinem Tod starb die männliche Linie der Reichsgrafen von Hohenems aus. Sein Leichnam wurde nach Bistrau überführt und in der dortigen gräflichen Gruft beigesetzt.

## Familie
- Seine erste Ehe ging er 1711 mit der siebzehnjährigen Lydia de Hautefort Marquise de Surville (1694–1715) ein. Sie war die Tochter des Marschalls Louis Charles d’Hautefort. Er hatte sie 1710 während der Belagerung von Douai kennengelernt, sie starb jung und kinderlos nach vierjähriger Ehe.

- Die zweite, ebenfalls kinderlose Ehe wurde am 9. Juni 1718 mit Anna Margaretha, Freiin Thurn-Valsassina (* 22. Oktober 1694; † 2. Mai 1730) eingegangen. Während der Abwesenheit des Grafen übernahm deren Bruder Josef Leodegar Thurn, der Obervogt auf Rosenberg, die Verwaltung der gräflichen Güter.

- 1733 folgte die dritte Ehe mit Francisca Romana de la Rochee († 20. August 1752). Aus dieser Ehe stammten zwei Töchter: Karoline und Franziska. Da beide Töchter beim Tod des Vaters noch minderjährig waren, wurde der k.k. Landesrat von Mähren, Franz Rodeni Freiherr von Hirzenau, zum Vormund bestimmt.